# 933
سنة 933 م هي سنة بسيطة بدات يوم الثلاثاء حسب التقويم اليولياني

## مواليد
- ريتشارد الأول دوق نورماندي

## وفيات
- ابن دريد الشاعر والنحوي العربي.
- أبو هاشم الجبائي عالم وفقيه من المعتزلة.